# 팸 그리어
팸 그리어(Pam Grier, 1949년 6월 26일 ~ )는 미국의 배우이다.

## 참여 작품

### 영화
- 인형의 골짜기를 넘어서
- 형사 니코
- 폭력교실 1999
- 버닝 시티
- LA 탈출
- 화성 침공
- 재키 브라운
- 조브레이커 (영화)
- 인 투 딥
- 홀리 스모크 (영화)
- 화성의 유령들
- 플루토 내쉬
- 로맨틱 크라운
- 철권을 가진 사나이

### 텔레비전
- 마이애미의 두 형사
- 나이트 코트
- 코스비 가족 만세
- 더 프레시 프린스 오브 벨 에어
- MADtv
- 저스티스 리그 (애니메이션)
- 엘 워드
- 스몰빌
- 디스 이즈 어스

### 비디오 게임
- 그랜드 테프트 오토 V
- 콜 오브 듀티: 인피니트 워페어